# Gidget à Rome
Série
Gidget à Hawaï
(1961) Gidget (en)
(1965-1966)
Pour plus de détails, voir Fiche technique et Distribution.
Gidget à Rome (titre original : Gidget Goes to Rome) est un film américain réalisé par Paul Wendkos et sorti en 1963.
Dans la trilogie cinématographique mettant en scène Gidget, le film suit Gidget et Gidget à Hawaï du même réalisateur.

## Fiche technique
Sauf indication contraire, les informations mentionnées dans cette section peuvent être confirmées par la base de données cinématographiques IMDb,  présente dans la section « Liens externes ».
- Titre français : Gidget à Rome[1]
- Titre original : Gidget Goes to Rome
- Réalisateur : Paul Wendkos
- Scénario : Ruth Brooks Flippen (en), Katherine Albert, Dale Eunson d'après les personnages créées par Frederick Kohner
- Photographie : Robert J. Bronner, Enzo Barboni
- Montage : William A. Lyon
- Musique : John Williams
- Producteur : Jerry Bresler
- Société de production : Jerry Bresler Productions
- Société de distribution : Columbia Pictures
- Pays de production :  États-Unis
- Langue de tournage : anglais américain
- Format : Couleurs Eastmancolor - 1,85:1 - Son mono - 35 mm
- Durée : 104 minutes
- Genre : Comédie romantique musicale
- Dates de sortie :
  - États-Unis : 7 août 1963
  - France : 20 novembre 1964

## Distribution
- James Darren : Moondoggie (Jeff Matthews)
- Cindy Carol : Gidget (Frances Lawrence)
- Jessie Royce Landis : Albertina Blythe
- Cesare Danova : Paolo Cellini
- Danielle De Metz : Daniela
- Joby Baker : Juge
- Trudi Ames : Libby Bennett
- Noreen Corcoran : Lucy McDougall
- Peter Brooks : Clay Anderson
- Lisa Gastoni : Signora Cellini
- Claudio Gora : Alberto
- Don Porter : Russell Lawrence
- Jeff Donnell : Dorothy Lawrence